# Юліус Барон
Юліус Барон (1 січня 1834, Фестенберг, провінція Сілезія, королівство Пруссія (тепер м. Твардогура, Олесницький повіт, Нижньосілезьке воєводство, Польща) — 9 червня 1898, Бонн, королівство Пруссія) — німецький науковець у галузі римського права (історії римського права, Пандектів і римського цивільного процесу). Був екстраординарним професором у Берлінському університеті (1869 — 1880), ординарним професором в університетах Грайфсвальда  (1880 — 1883), Берна (1883 — 1888) та Бонна (1888 — 1898).
Основна його праця — «Пандекти», мала значний успіх, витримала дев’ять видань, була перекладена російською мовою Л. Петражицьким.

## Біографія
Юлій Барон походив з єврейської родини. З 1845 по 1851 навчався в гімназії Ельзера та гімназії Марії Магдалини в Бреслау. Після вивчення права в університетах Бреслау та Берліна, Барон отримав докторський ступінь у червні 1855 року в Берлінському університеті. 
У 1859 Юліус Барон був прийнятий асесором на прусську судову службу; працював у Берлінському міському суді та Міністерстві юстиції Пруссії.
Від 1860 року читав лекції з римського та прусського державного права в Берлінському університеті.
1866 року вчений звільнився з судової служби, щоб присвятити себе викладанню в університеті. 

Надалі був екстраординарним професором у Берлінському університеті (1869 — 1880), ординарним професором в університетах Грайфсвальда  (1880 — 1883), Берна (1883 — 1888) та Бонна (1888 — 1898). 
Помер у Бонні.

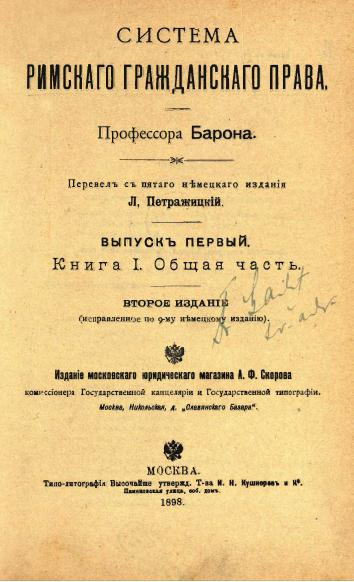
Титульний аркуш одного з випусків російського перекладу курсу Пандектів Ю. Барона

Залишив праці з Пандектів (9 видань в 1872 — 1896 роках, рос. переклад), римського цивільного процесу (у 3-х тт.), прусського земського права та ін.